# زاهر بن عواض الألمعي
زاهر بن عواض الألمعي شاعر وكاتب سعودي، ولد في رجال ألمع في منطقة عسير عام 1935م (1354هـ). صدر له مجموعة من المؤلفات والدواوين الشعرية، كما أصدر سيرته الذاتية عام 1981م تحت عنوان (رحلة الثلاثين عاماً). ثم أكمل سيرته بإصدار (رحلة السبعين عاماً: سيرة ذاتية) عام 2018م.

## حياته
ولد عام 1354هـ بمحافظة رجال ألمع إحدى محافظات منطقة عسير بالمملكة العربية السعودية؛ درس فترة قصيرة بالكتّاب ثم سافر في سن مبكرة إلى مدينة جازان، بدأ حياته الوظيفية جندياً سنة 1371هـ، ثم التحق بمعهد شقراء العلمي سنة 1377هـ وتخرج منه عام 1381هـ.

## التعليم
- حصل على الليسانس من كلية الشريعة في الرياض سنة 1386هـ (1966م).
- حصل على الماجستير من كلية أصول الدين في جامعة الأزهر عام 1389هـ (1969م).
- حصل على الدكتوراه في التفسير وعلوم القرآن من جامعة الأزهر عام 1393هـ (1973م).[5]

## العمل
- عضو سابق في مجلس الشورى السعودي في دورته الأولى لمدة أربع سنوات.
- عمل مديراً لمعهد نجران العلمي عام 1385هـ (1965م) ست سنوات.
- عمل مدرساً بكلية الشريعة بالرياض عام 1391هـ (1971م).
- عمل عميداً لشئون المكتبات بـ جامعة الإمام محمد بن سعود الإسلامية بالرياض ست سنوات.
- عمل أستاذاً في كلية أصول الدين بجامعة الإمام. عمل عميداً لكلية الشريعة وأصول الدين بـ أبها.
- صدر أمر سامي بتعيينه عضواَ في هيئة حقوق الإنسان. كان آخراعماله الوظيفية بهيئة حقوق الإنسان وأنهى عملة عام 1433 هـ.
- أشرف على رسائل الماجستير والدكتوراة في الدراسات العليا بجامعة الأمام محمد بن سعود الإسلامية بالرياض.
- له اهتمامات عديدة بالدراسات الإسلامية والتاريخية ومساهمات في المؤتمرات والندوات داخل السعودية وخارجها.
- له مساهمات في وسائل الإعلام الصحفية والإذاعية والتلفزيونية وألقى عدداً من المحاضرات والأمسيات الشعرية في الداخل والخارج.[6]

## أوائل
أول سعودي يتدرّج من الرتبة العسكرية جندي إلى درجة الدكتوراه.
أول سعودي يحصل على الدكتوراه من جامعة الأزهر يحصل على الدكتوراه في التفسير وعلوم القرآن.
أول دكتور سعودي في جامعة الإمام محمد بن سعود الإسلامية حيث حصل على الدكتوراه عام 1393 هـ.

## مؤلفاته العلمية
| الكتاب                                                                 | سنة النشر | ملاحظات |
| ---------------------------------------------------------------------- | --------- | ------- |
| مناهج الجدل في القرآن الكريم                                           |           |         |
| دراسات في التفسير الموضوعي                                             |           |         |
| تحقيق كتاب (استخراج الجدال من القرآن الكريم) لناصح الدين بن الحنبلي    |           |         |
| دراسات في علوم القرآن                                                  |           |         |
| رحلة الثلاثين عاماً                                                     | 1981      | [ 3 ]   |
| مع المفسرين والمستشرقين في زواج النبي صلى الله عليه وسلم بزينب بنت جحش | 1983      |         |
| مع الشباب في تنمية القدرات والمواهب                                    |           |         |
| رحلة السبعين عاماً: سيرة ذاتية                                          | 2018      |         |
| مدارس التفسير في عهد الصحابة والتابعين وأشهر رجالها                    | 2018      |         |
| الأنبياء والرسل المذكورون في القرآن الكريم: زوجاتهم .. وأولادهم        | 2018      |         |
| نجران وأصحاب الأخدود: في ضوء القرآن والسنة والتاريخ                    | 2018      | [ 7 ]   |
| مقالات الألمعي وحواراته ومحاضراته                                      | 2019      |         |
| رياض الباحثين: في اصطلاح المحدثين                                      | 2020      |         |
| المساجلات الشعرية رياضة فكريّة وأدبيّة                                   | 2020      |         |
| حكايتي مع مؤلّفاتي                                                      | 2020      |         |
| ثناء الأحبّة                                                            | 2020      | [ 8 ]   |
| أديب الفقهاء الأستاذ الدكتور عبد الرحمن الجرعي                         | 2021      | [ 9 ]   |

## دواوينه
| الديوان                   | سنة النشر | ملاحظات |
| ------------------------- | --------- | ------- |
| الألمعيات                 | 1971      |         |
| علي درب الجهاد            | 1980      |         |
| من نفحات الصبا            | 1984      |         |
| نزيف الشهداء              | 2002      |         |
| أسمار الوطن               | 2003      |         |
| مراثي الألمعي: شعراً ونثراً | 2011      | [ 10 ]  |
| المجموعة الشعرية الكاملة  | 2016      | [ 11 ]  |

## المؤتمرات والندوات
منها:
1. مؤتمر الأدباء السعوديين الأول 1394 هـ.
2. مؤتمر الفقه الإسلامي 1396 هـ.
3. مجلس اتحاد الجامعات العربية - جامعة السليمانية في العراق. عام 1396هـ.
4. ندوة عن مناهج التعليم في الجامعات العربية - صنعاء
5. الأسبوع الثقافي السعودي في المملكة المغربية.
6. مؤتمر الشاب المسلم -(الندوة العالمية للشباب الإسلامي)
7. ندوة الأدب الإسلامي - دار العلوم (لكنؤ - بالهند)
8. مهرجان الشباب العربي السادس - الرياض.
9. لقاءات مع الطلاب السعوديين المبتعثين في (كندا)
10. ندوة التواصل بين المغرب العربي والمشرق (مراكش) على هامش الأسبوع الثقافي السعودي.

## صدر عنه
| الإصدار                                                            | المؤلف                 | سنة النشر |
| ------------------------------------------------------------------ | ---------------------- | --------- |
| المكان في شعر زاهر الألمعي: دراسة في جماليات المكان وإبداع الدلالة | حمد فهد جنبان القحطاني | 2018.     |
| الزاهر الألمعي: زاهر عواض الألمعي لمحات من حياته وتعريف بمؤلفاته   | إبراهيم مضواح الألمعي  | 2021.     |